# Crateva nurvala
Crateva nurvala — вид квіткових рослин родини каперсові (Capparaceae).

## Поширення
Рослина поширена в Індії, Південно-Східній Азії, на півдні Китаю. Росте на рівнинах на висоті до 1000 м над рівнем моря. Зустрічається на галявинах, узліссі, поблизу річок та озер тощо.

## Використання

### Народна медицина
Висушена кора рослини використовується як лікарський засіб в традиційних системах народної медицини Індії, таких як Аюрведа, Сіддха тощо. Відвар кори внутрішньо вводять для лікування таких захворювань, як ниркові конкременти, дизурії, гельмінтози, запалення і нариви. Відвар рослини має вітрогонну, проносну, сечогінну, жарознижувальну, відхаркувальну і заспокійливу властивість.

## Галерея

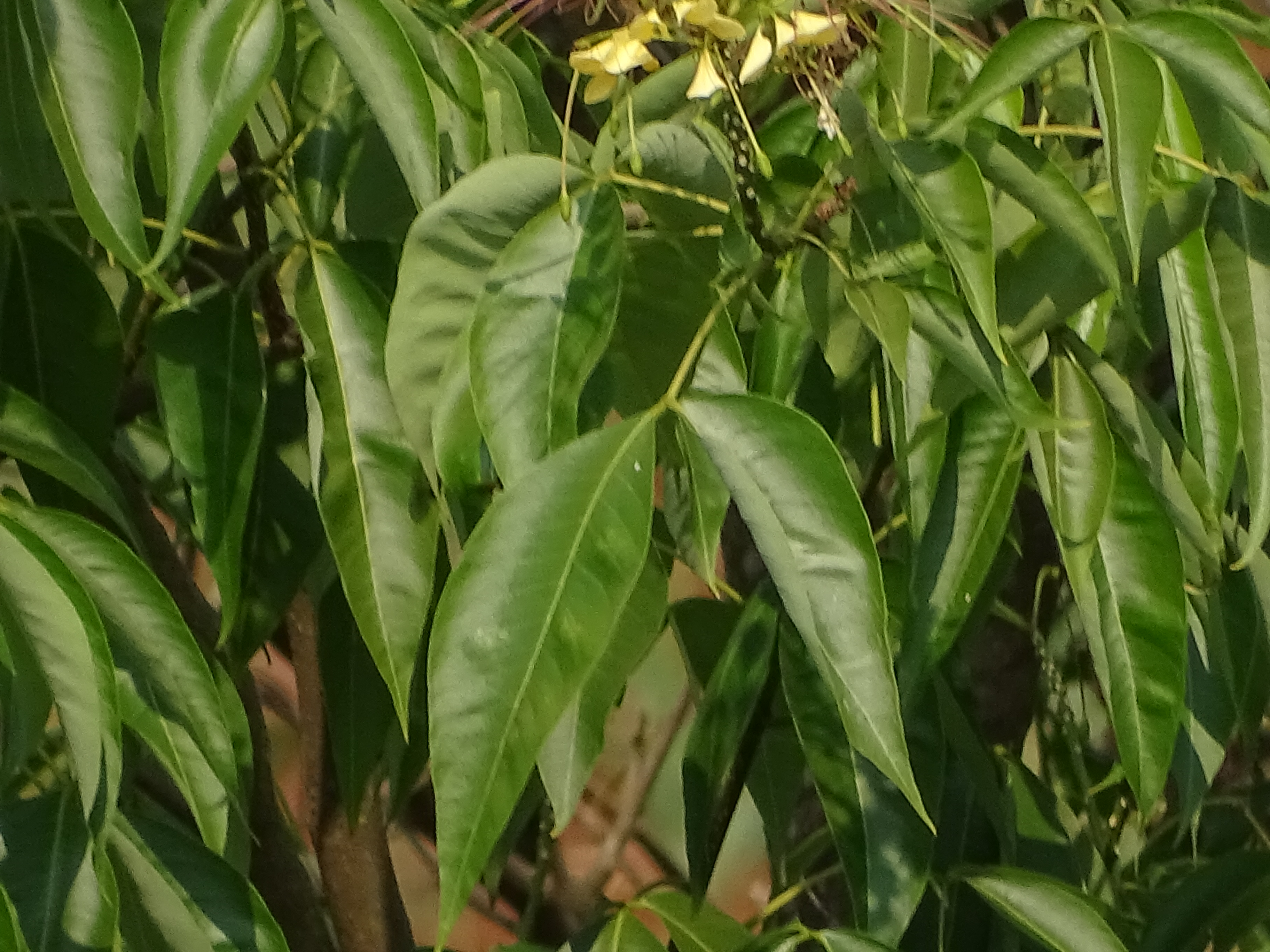
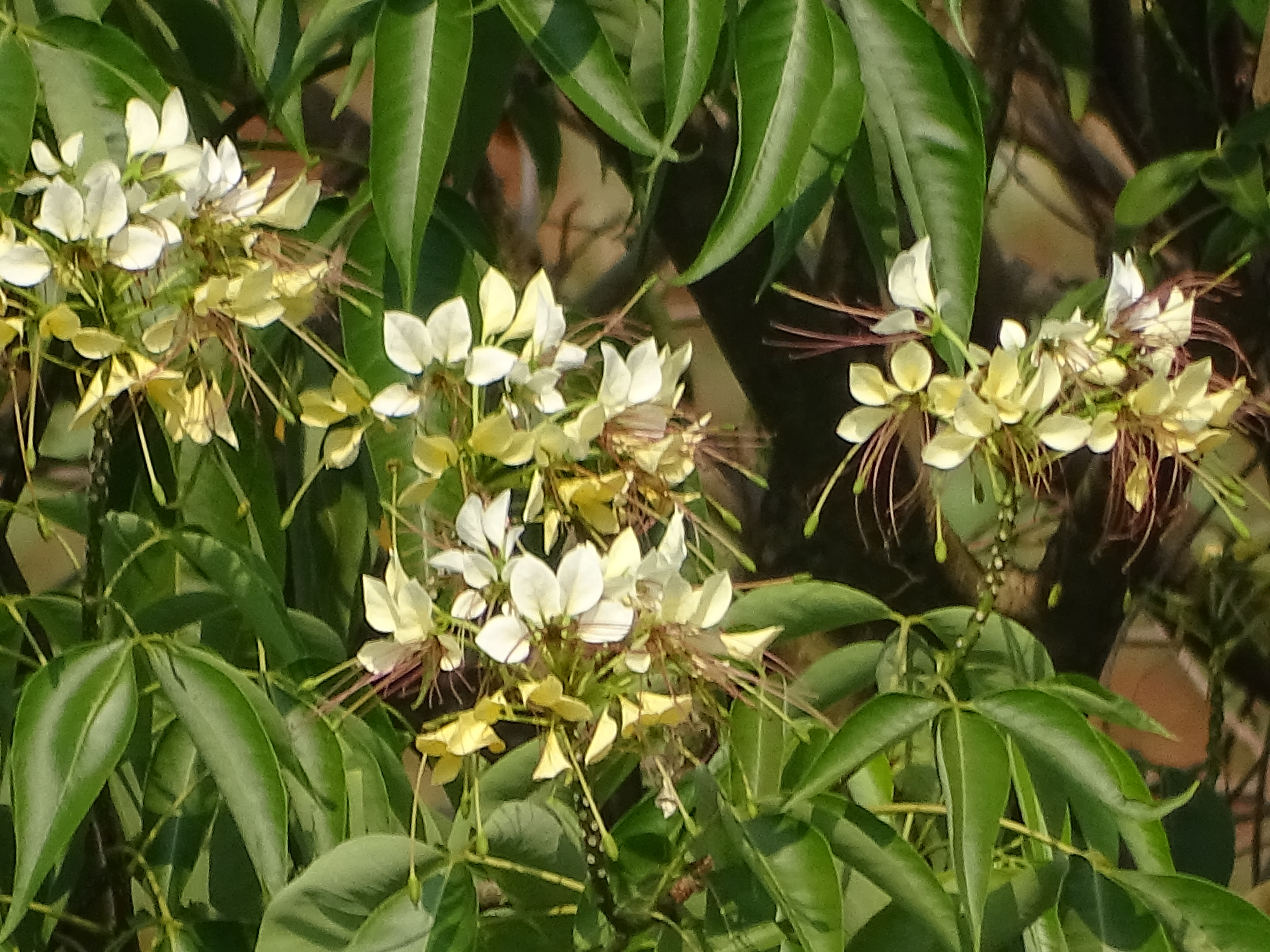